# 1982年の全日本フォーミュラ・パシフィック選手権
1982年の全日本フォーミュラ・パシフィック選手権は、1982年（昭和57年）3月7日に筑波サーキットで開幕し、同年11月5日 - 11月6日に鈴鹿サーキットで閉幕した全11戦によるシリーズである。

## スケジュール及び勝者
|        | 開催日            | 開催場所           | イベント名                               | 優勝者   |
| ------ | ----------------- | ------------------ | ---------------------------------------- | -------- |
| 第1戦  | 3月7日            | 筑波サーキット     | RRC筑波チャンピオンズ第1戦               | 星野一義 |
| 第2戦  | 3月21日           | 西日本サーキット   | 日本オールスターレース                   | 鈴木利男 |
| 第3戦  | 4月25日           | スポーツランドSUGO | 菅生チャレンジカップレースSr.1           | 星野一義 |
| 第4戦  | 5月9日            | 筑波サーキット     | レース・ド・ニッポン筑波                 | 星野一義 |
| 第5戦  | 6月13日           | 筑波サーキット     | 筑波チャレンジカップレース第3戦          | 高橋健二 |
| 第6戦  | 7月11日           | 筑波サーキット     | 筑波チャレンジカップレース第4戦          | 高橋健二 |
| 第7戦  | 8月8日            | 富士スピードウェイ | RRC富士チャンピオンズレース              | 高橋健二 |
| 第8戦  | 8月28日 - 29日    | 鈴鹿サーキット     | インターナショナル鈴鹿1000㎞自動車レース | 星野一義 |
| 第9戦  | 9月19日           | スポーツランドSUGO | 菅生チャレンジカップレースSr.3           | 星野一義 |
| 第10戦 | 10月17日          | 西日本サーキット   | 日本ベストドライバーズレース             | 星野一義 |
| 第11戦 | 11月5日 - 11月6日 | 鈴鹿サーキット     | JAF鈴鹿グランプリ自動車レース            | 星野一義 |